# Герб Чаплыгинского района
Герб Чаплыгинского района является официальным геральдическим символом Чаплыгинского района Липецкой области.
Утвержден решением восьмой сессии районного Совета депутатов района от 22 декабря 2004 года, № 103.
По геральдическим правилам и канонам герб является полугласным.

## Описание герба(блазон)
В золотом поле червленая, о пяти бастионах (один, два и два), показанная сверху, крепость, заполненная серебром, внутри которой две зелёные, с червлёными плодами без числа, ветви яблони накрест.
Однако в правовой базе (статья 4) Устава Чаплыгинского района описывается исторический герб города Раненбурга, высочайше пожалованный 31 марта 1781 года по старому стилю:
"В первой части щита ― в золотом поле часть герба Рязанского наместничества: серебряный меч и ножны, положенные накрест, над ними зелёная шапка, какова на князе и наместническом гербе. Во второй части, в серебряном поле яблоневого дерева ветви с плодами положены крестообразно, каковыми плодами сей город изобилует."

## Обоснование символики
В середине XVII века на территории района шло сооружение Белгородской засечной черты с целью защиты от набегов крымских и ногайских татар, опусташавших южные рубежи Московского государства. В ходе строительства возникло село Слободское — современный город Чаплыгин.
Пётр первый в начале XVIII века построил на территории села крепость по всем правилам фортификации, что отразилось в гербе района. Сохранился лишь фрагмент стены, однако было известно, что крепость была пятиугольной формы, обнесённая валом и рвом. В высоту и глубину они доходили до 6 метров. Бастионные фортификации были снабжены пушками разного калибра. В крепость можно было попасть только через подъёмные мосты, установленные на Московских и Воронежских воротах.
В феврале 1703 года Пётр первый высочайше утвердил название крепости во время своего пребывания в ней — Ораниенбург. Пять её бастионов он назвал «видинием, слышанием, осязанием, обонянием и вкушением». В настоящее время территория крепости является памятником истории и архитектуры федерального значения.
Золотое поле герба — символ власти, славы, стабильности, богатства, великодушия. Также золото является символом урожая, подчёркивая традиционно высокое качество сельхозпродукции выращенной на Чаплыгинской земле. Благоприятные климатические условия, наличие черноземов способствуют развитию растениеводства — основы сельскохозяйственного производства района
Серебро символизирует чистоту, благородство, мир, взаимопонимание.
Красный цвет (червлень) — символ тепла, жизненной энергии, силы, мужества.
Зеленый цвет в геральдике — символ надежды, природы, сельского хозяйства, а также символ здоровья.